# Lâu đài Liechtenstein (Maria Enzersdorf)

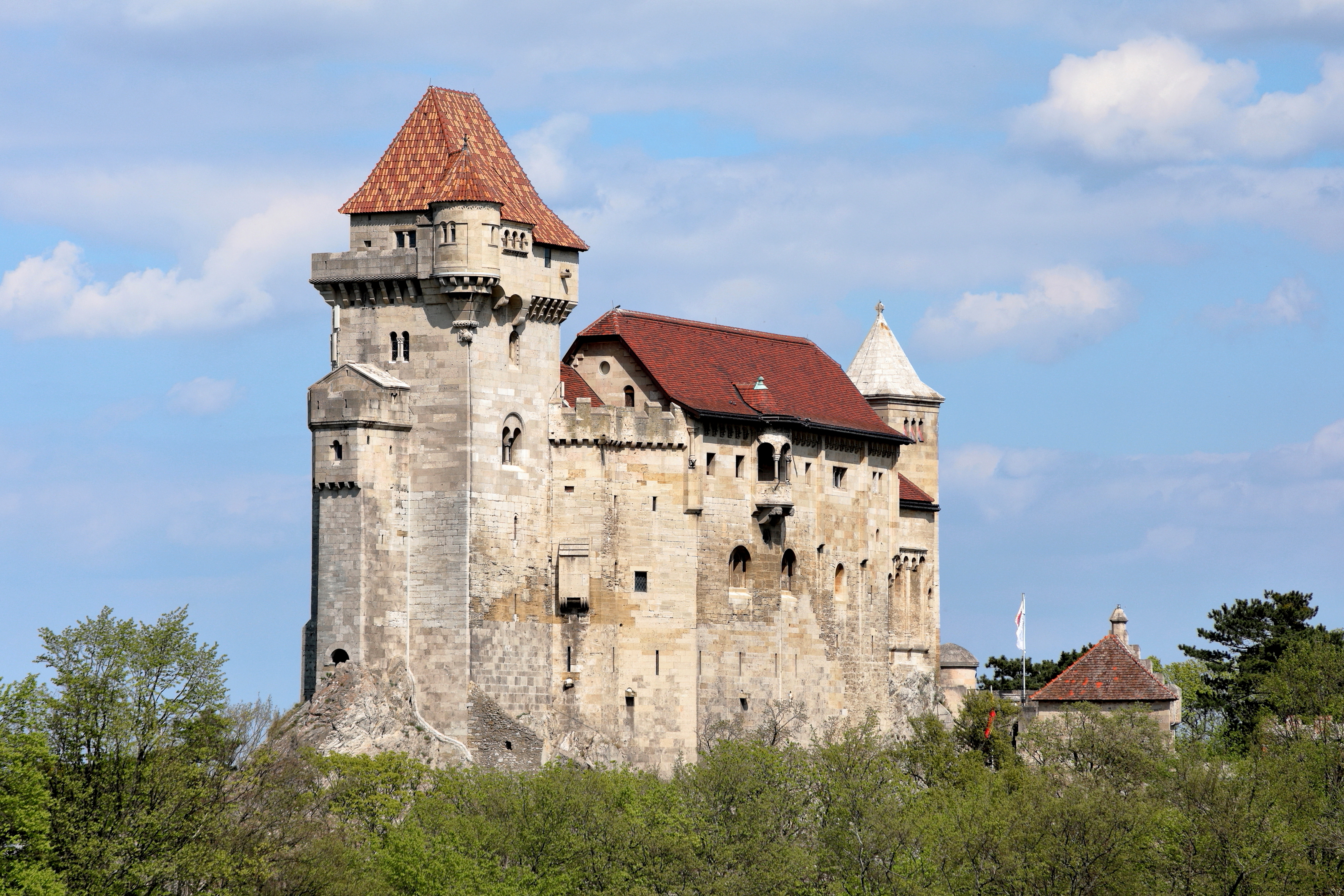
Lâu đài Liechtenstein ở Hạ Áo

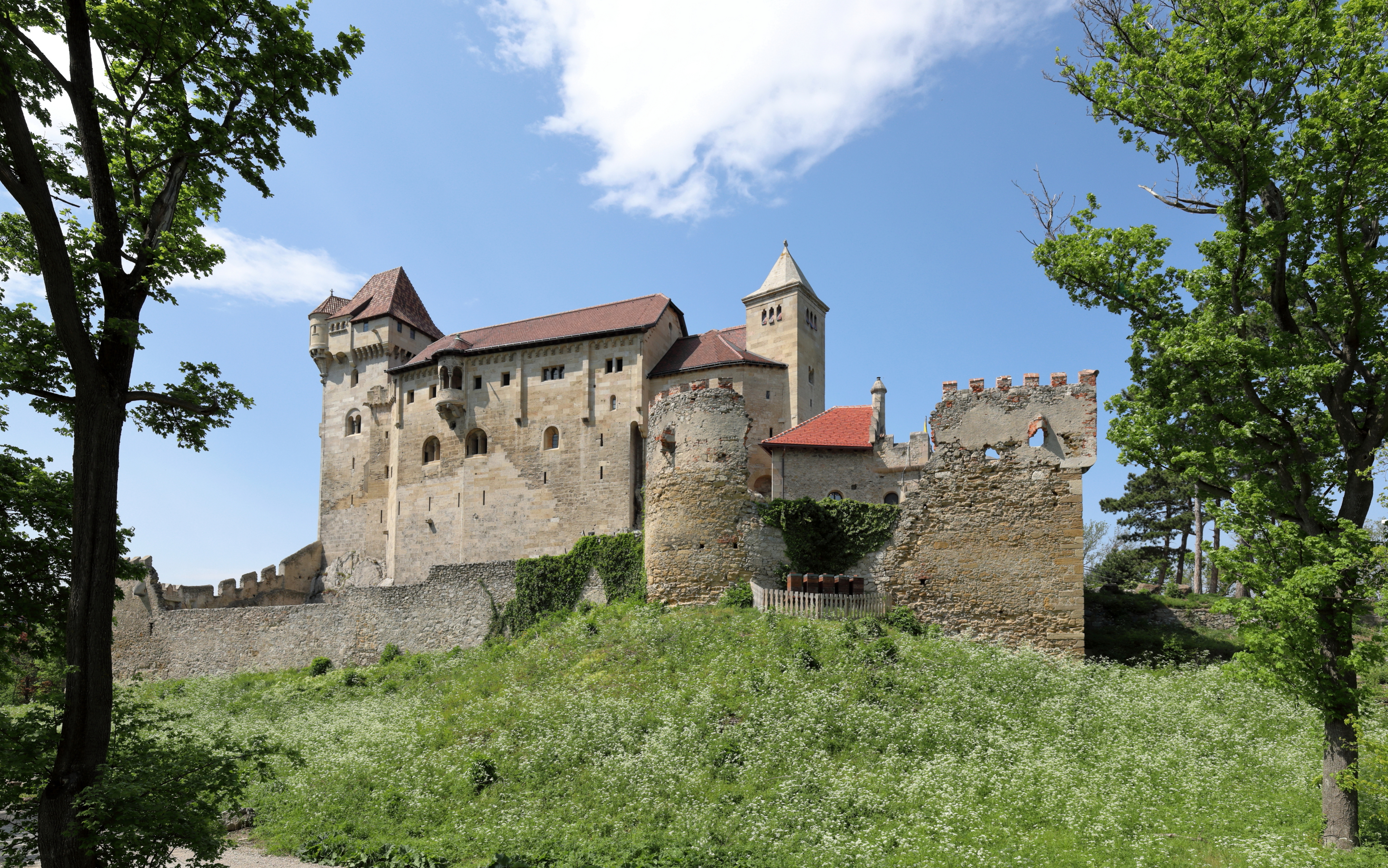
Cảnh quan ở phía Đông Nam

Lâu đài Liechtenstein (tiếng Đức: Burg Liechtenstein) là một lâu đài thuộc sở hữu tư nhân gần Maria Enzersdorf ở Hạ Áo, giáp với Thành phố Viên. Nó nằm ở rìa của Wienerwald (Rừng Vienna). Lâu đài, ban đầu được xây dựng vào thế kỷ XII, đã bị người Ottoman phá hủy trong Cuộc vây hãm Viên năm 1529, và một lần nữa trong Trận Viên năm 1683, và lâu đài vẫn là đống đổ nát cho đến năm 1884, khi nó được xây dựng lại với sự giúp đỡ của kiến trúc sư Carl Gangolf Kayser.
Lâu đài Liechtenstein (tiếng Đức có nghĩa là "những viên đá sáng") là cái nôi của Nhà Liechtenstein, gia tộc cầm quyền của Thân vương quốc Liechtenstein. Gia tộc này sở hữu lâu đài ít nhất từ năm 1140 cho đến thế kỷ XIII, và một lần nữa từ năm 1808 đến nay.
Ngày nay, lâu đài tổ chức Liên hoan Sân khấu Nestroy, được tổ chức hàng năm trong những tháng mùa hè. Bộ phim Cuộc dạo chơi với tình yêu và cái chết (A Walk with Love and Death) năm 1969, bộ phim Tai họa Ma cà rồng (The Vampire Happening) năm 1971, bộ phim Người lính ngự lâm quân thứ năm (The Fifth Musketeer) năm 1979, và bộ phim Ba chàng lính ngự lâm (The Three Musketeers) năm 1993, có những cảnh quay về lâu đài Liechtenstein.

## Mô tả vị trí
Lâu đài Liechtenstein nằm ở phía Nam Maria Enzersdorf trên rìa của công viên cảnh quan Liechtenstein cũ ở độ cao khoảng 300 m so với mực nước biển ở rìa Rừng Viên trong Công viên Tự nhiên Föhrenberge, cao hơn trung tâm Maria Enzersdorf khoảng 75 mét. Nó được xây dựng trên một dải đá cực hẹp ở phía Bắc Kalenderberg, chạy theo hướng Đông Tây.

## Thời kỳ đầu
Từ thế kỷ XI, có một lâu đài nhỏ bằng gỗ trên một gò đất ở Großer Rauchkogel, cách khoảng 600 mét về phía tây Bắc và cao hơn 20 mét so với địa điểm ngày nay. Ngọn đồi này được bao quanh bởi một thành lũy và một con kênh. Sau năm 1100, khu phức hợp được mở rộng bởi "Lãnh chúa xứ Engilschalchesdorf" (ngày nay: Maria Enzersdorf).